# بلریوت-اسپاد اس.۲۷
بلریوت-اسپاد اس. ۲۷ (به انگلیسی: Blériot-SPAD_S.27) یک هواگرد ملخ‌پیشین تک‌موتوره از نوع مسافربری ساخت شرکت Blériot است. هواگرد بلریوت-اسپاد اس. ۲۷ نخستین پروازش را در ۱۹۱۹ میلادی انجام داد. در مجموع، تعداد ۱۰ فروند از این هواگرد ساخته شده‌است.
طراح این هواگرد، André Herbemont بود.